# Hypsicera zisoa
Hypsicera zisoa là một loài tò vò trong họ Ichneumonidae.